# قانون بیمه شخص ثالث
قانون بیمه اجباری مسؤولیت مدنی دارندگان وسایل نقلیه موتوری زمینی در مقابل شخص ثالث که در ایران اختصاراً قانون بیمه شخص ثالث نامیده می‌شود، اولین بار در ۱۴ ماده و سه تبصره و در تاریخ ۲۶/۹/۱۳۴۷ به تصویب مجلس شورای ملی و متعاقباً در تاریخ ۲۳/۱۰/۱۳۴۷ به تصویب مجلس سنا رسیده و از اول فروردین ماه ۱۳۴۸ نیز به اجرا گذاشته شد.
در ماده یک این قانون چنین آمده: "کلیه دارندگان وسایل نقلیه موتوری زمینی و انواع یدک و تریلر متصل به وسایل مزبور و قطارهای راه آهن اعم از اینکه اشخاص حقیقی یا حقوقی باشند مسؤول جبران خسارات بدنی و مالی هستند که در اثر حوادث وسایل نقلیه مزبور یا محمولات آنها به اشخاص ثالث وارد شود و مکلفند مسؤولیت خود را از این جهت.... بیمه نمایند"
همانطور که از عنوان این قانون و ماده یک آن پیداست، این نوع بیمه از انواع بیمه‌های مسؤولیت می‌باشد.
اما با گذشت چهل سال و در تاریخ ۱۶/۴/۱۳۸۷ این قانون اصلاح شده و با عنوان جدید "قانون اصلاح قانون بیمه اجباری مسؤولیت مدنی دارندگان وسایل نقلیه موتوری زمینی در مقابل شخص ثالث" در سی ماده و ۲۵ تبصره به تصویب کمیسیون اقتصادی مجلس شورای اسلامی رسیده و پس از موافقت مجلس با اجرای آزمایشی آن به مدت ۵ سال در تاریخ ۱۶/۵/۱۳۸۷ به تأیید شورای نگهبان رسید.
در ماده ۳۰ قانون مذکور چنین آمده: "قانون بیمه مسؤولیت مدنی دارندگان وسایل نقلیه موتوری زمینی در مقابل شخص ثالث (مصوب۱۳۴۷) و کلیه قوانین و مقررات مغایر با این قانون لغو می‌گردد. هرگونه نسخ یا اصلاح مواد این قانون باید صریحاً در قوانین بعدی قید شود."

## تغییرات قانون جدید بیمه شخص ثالث

### نرخ جدید بیمه شخص ثالث سال 97
نرخ جدید بیمه شخص ثالث و تغییرات آن بر اساس آیین‌نامه اجرایی ماده 18 قانون بیمه شخص ثالث اعمال می‌شوند. این تغییرات تاریخ از سه‌شنبه 17 بهمن 96 اجرایی شد.
بر اساس ماده ۶ آیین‌نامه جدید تخفیف عدم خسارت سالانه از ۱۰ درصد به ۵ درصد کاهش یافته و حداکثر تخفیف همان ۷۰ درصد خواهد بود که در یک دوره ۱۴ ساله به حداکثر تخفیف می‌رسد.خبرگزاری مهر 

### حذف کوپن‌ بیمه‌نامه ‌شخص‌ثالث از ابتدای سال 97
یکی از اتفاقات مثبتی که در صنعت بیمه در حال شکل‌گیری است، حرکت به سمت دیجیتالی شدن و کوتاه شدن پروسه‌های خرید و صدور بیمه‌نامه و همچنین سهولت در پرداخت خسارت می‌باشد، یکی از همین گام‌ها، حذف کوپن بیمه‌نامه ‌شخص‌ثالث از ابتدای سال ۹۷و تبدیل بیمه‌نامه‌های شخص‌ثالث به کارت‌هایی با کد  QR است.

### بیمه شخص ثالث راننده محور در سال 98
با اعلام غلامرضا سلیمانی، رییس بیمه مرکزی ایران، در سال 98 بیمه شخص ثالث به جای خودرو به راننده تلعق می‌گیرد و قیمت بیمه شخص ثالث متناسب با میزان پرخطر و یا کم خطر بودن راننده محاسبه میگردد. در قانون جدید بیمه شخص ثالث عوامل گوناگونی از جمله: پرخطر یا کم‌خطر بودن راننده، باسابقه یا تازه‌کار بودن، زن یا مرد بودن راننده و جوان یا پیر بودن راننده بر قیمت بیمه شخص ثالث تاثیر خواهند گذاشت. 

## امکان استعلام رایگان بیمه شخص ثالث
بیمه مرکزی امکان استعلام بیمه شخص ثالث را به طور رایگان در این صفحه فراهم کرده است. البته این امکان در سایت های واسط حوزه تکنولوژی نیز به طور رایگان فراهم است که ممکن است تجربه کاربری بهتری داشته باشند، مثلا این وبگاه.